# Australski nesit
Australski nesit (lat. Pelecanus conspicillatus) je velika vodena ptica iz porodice pelikanki.
Pripada u srednje velike pelikane. Naraste u prosjeku 1,6 do 1,8 m, s rasponom krila od 2,3 do 2,5 m, a težine je 4-10 kg. Uglavnom je bijele boje s crnim nogama i djelomično crnim krilima te ima žutu kožu oko očiju i ružičasti kljun. Spolovi nisu vidno različite boje, međutim, mužjaci su veći i imaju veći kljun.
Australski nesit živi u zaleđu i na obali Australije, Nove Gvineje, Fidžija, dijelovima Indonezije, a povremeno i na Novom Zelandu. Za život preferira velike, jako obrasle vodene površine. Njegova brojnost je i dalje visoka između 100,000-1.000,000 jedinki, koje žive na velikom području od 1–10.000.000 km ².
Pelikan je društvena životinja, koja živi i gnijezdi se u skupinama. Glavni sastojak prehrane sastoji od male i srednje velike ribe, koju uhvati u grlenu vrećicu. 
Gnijezdi se na tlu i nese jedno do tri čista bijela jaja, smještena u plitku rupu u zemlji ili pijesku. Inkubacija traje oko 32 do 35 dana. U slučaju da ima više od jednog ptića, preživljava samo prvi i jači. Ptići jedu hranu koju su roditelji djelomično probavili. U divljini mogu živjeti više od 25 godina.

## Vanjske poveznice
|  | Zajednički poslužitelj ima stranicu o temi Pelecanus conspicillatus    |
|  | Zajednički poslužitelj ima još gradiva o temi Pelecanus conspicillatus |
|  | Wikivrste imaju podatke o taksonu Pelecanus conspicillatus             |